# Xã Lake View, Quận Lake, South Dakota
Xã Lake View (tiếng Anh: Lake View Township) là một xã thuộc quận Lake, tiểu bang Nam Dakota, Hoa Kỳ. Năm 2010, dân số của xã này là 732 người.